# Алгебра над поле
Алгебра А над дадено поле F е пръстен, в който допълнително е въведена операция умножение с число (числа, формално, ще наричаме елементите на полето F). Умножението трябва да е съгласувано, т.е. {\displaystyle x(ab)=(xa)b=a(xb),a,b\in F,x\in F}.
Допълнително адитивната група на пръстена е векторно пространство:
{\displaystyle a,b\in A,\ x,y\in F\Rightarrow xa+yb\in A.}
Размерността на векторното пространство се нарича ранг на алгебрата. Алгебрите с краен ранг се наричат още хиперкомплексни системи.
Ако, в допълнение, алгебрата А е пръстен на Ли то тя се нарича алгебра на Ли.
Идеалът на пръстена е идеал и за алгебрата, ако е съгласуван с умножението с числата от F.
Ако във факторпръстена А/I е въведено умножение с числа {\displaystyle x\in F}, по закона {\displaystyle x(a+I)=xa+I}, то получената алгебра над F се нарича факторалгебра на А по I.

## Примери
- Всяко поле е алгебра над себе си (с ранг 1).
- {\displaystyle \mathbb {R} ^{3}} е алгерба с въведено събиране на вектори, векторното и скаларното произведение.
- Квадратните матрици с елементи от {\displaystyle \mathbb {C} ,} заедно с операциите събиране и умножение на матрици и умножение на матрица с комплексно число.
- Алгебрата на кватернионите, която е единствената алгебра над {\displaystyle \mathbb {R} } с ранг повече от 2.